# 効率性分析
効率性分析（こうりつせいぶんせき）あるいは資本効率性分析（しほんこうりつせいぶんせき）は、財務分析の分野の一つ。企業が資産（資本）という投入要素を、どれほど効率的に活用して、売上高や利益といったアウトプットを上げることができているかを分析するものである。
狭義では、財務諸表上の項目から資本回転率（しほんかいてんりつ）、資本回転期間（しほんかいてんきかん）、資本利益率（しほんりえきりつ）などの指標を求め、同業他社間で比較したり時系列変化を見たりする手法を指す。広義では、管理会計的な手法を併用したり、「労働力」など資本以外の投入要素の活用効率を算出したりすることもあるが、広義の効率性分析については管理会計および原価計算などの項目を参照のこと。本項目では狭義の効率性分析について説明する。

## 概要
効率性分析は、企業の財務諸表のデータを用いて、その企業が投入要素をどれほど効率的に活用しているかを分析するものである。投入要素である資産（資本）は貸借対照表上の項目であり、アウトプットである売上高や利益は損益計算書上の項目である。従って、効率性指標の算出にあたっては、貸借対照表のデータと損益計算書のデータの双方を用いる。
代表的な効率性指標としては、有形固定資産回転率、売上債権回転日数、買入債務回転日数などがある。有形固定資産回転率が大きければ、少ない有形固定資産を活用して多くの売上高を得ていることになる。売上債権回転日数が短ければ、得意先から速やかに売上代金を回収できており、運転資金を効率的に活用できていることを意味する。一方、買入債務回転日数が長ければ、仕入先への代金支払いを猶予してもらっており、その分だけ運転資金の余裕があることを意味する。
効率性指標は、同一企業での時系列変化を見たり、同業他社間で比較したり、業種の平均値と比較したりして分析に活用する。業種の平均値としては、例えば中小企業庁が調査・公表しているデータを利用することができる。ただし業種が異なれば経営環境も異なってくるため、指標の数値を単純比較することはできない。
効率性指標はやみくもに高めれば良いとは限らない。例えば、製造業においては本当に無駄な部品在庫は削減するに越したことはないが、だからといって部品在庫を必要以上に切り詰めれば、部品仕入れ先の工場が自然災害に遭ったときなどに欠品が生じて、こちらの工場の生産ラインまでが停止する事態となるかもしれない。効率性指標は、適正な水準を設定して、これを維持するよう努めることが必要である。

## 資本回転率
資本回転率あるいは回転率は、売上高や売上原価などの損益計算書上の項目を、貸借対照表上の項目で除することによって求められる。一般的には分子には売上高をおく。分子に売上高を置いたときには、回転率は売上高を得るために一定期間内に資本（資産）が何回利用されたかを意味する指標となる。回転率が大きいほど、企業は資本を効率的に利用して売り上げを上げているといえる。分母として用いられる項目によって次のような指標がある。
- 総資本回転率（総資産回転率） ＝ 売上高 ÷ 総資本（総資産）
- 自己資本回転率 ＝ 売上高 ÷ 自己資本
- 株主資本回転率 ＝ 売上高 ÷ 株主資本
- 経営資本回転率 ＝ 売上高 ÷ 経営資本
- 有形固定資産回転率 ＝ 売上高 ÷ 有形固定資産
- 棚卸資産回転率 ＝ 売上高 ÷ 棚卸資産
- 売上債権回転率 ＝ 売上高 ÷ 売上債権（一般的には売掛金と受取手形の合計値を用いる）
- 固定負債回転率 ＝ 売上高 ÷ 固定負債
- 有利子負債回転率 ＝ 売上高 ÷ 有利子負債

これらのうちどの指標に注目すべきかは業種によって異なる。例えば重厚長大産業では、生産設備の有効活用が課題となるため、有形固定資産回転率の動向が注目される場合が多い。小売業では、不良在庫が経営を圧迫することが多いため、棚卸資産回転率の動向が注目される場合が多い。
分母として用いられる貸借対照表上の項目は、簡易な方法では期末（貸借対照表日）の値が用いられる。より厳密な方法としては、期末の値と期初、すなわち前会計期間の期末の値との平均値を用いたり、四半期ごとの値が得られる場合はそれらの平均値を用いたりといった方法もとられる。
買入債務回転率の場合は、売上原価を買入債務で除することで求める。買入債務回転率については、小さいほど、企業は仕入先への仕入れ代金支払いを猶予してもらっており、その分だけ運転資金の余裕があることを意味する。
- 買入債務回転率 ＝ 売上原価 ÷ 買入債務（一般的には買掛金と支払手形の合計値を用いる）

## 資本回転期間
回転率の逆数は資本回転期間あるいは回転期間となる。数学的な意味は回転率と変わりはないが、棚卸資産、売上債権、買入債務などの項目に関しては、回転期間で表示した方が回転率で表示するよりも直感的にわかりやすいため、回転期間による表示が好まれることが多い。会計期間が1年であれば、回転率の逆数は回転年数となる。回転年数に12を掛ければ回転月数となり、回転年数に365を掛ければ回転日数となる。代表的な回転期間の指標としては次のようなものがある。
- 現金預金回転日数 ＝ 現金預金 ÷ 売上高 × 365
- 売上債権回転日数 ＝ 売上債権 ÷ 売上高 × 365
- 商品回転日数 ＝ 商品 ÷ 売上高 × 365
- 棚卸資産回転日数 ＝ 棚卸資産 ÷ 売上高 × 365
- 有利子負債月商倍率 ＝ 有利子負債 ÷ 売上高 × 12
- 買入債務回転日数 ＝ 買入債務 ÷ 売上原価 × 365

## 資本利益率
資本利益率は、利益を資本（資産）で除した値である。利益率は利益を売上高で除した値であり、回転率は売上高を資本で除した値であるので、資本利益率は利益率と回転率の積として表すことができる。すなわち資本利益率は、利益率で表される収益性と、回転率で表される効率性とを、同時に表す指標であると解釈することができる。分母として用いられる項目によって次のような指標がある。
- 総資本利益率（総資産利益率） ＝ 当期純利益 ÷ 総資本（総資産） ＝ 売上高当期純利益率 × 総資本回転率
- 自己資本利益率 ＝ 当期純利益 ÷ 自己資本 ＝ 売上高当期純利益率 × 自己資本回転率